# M-11 Sjtorm
M-11 Sjtorm (ryska: М-11 Шторм (storm), NATO-rapporteringsnamn SA-N-3 Goblet) är ett luftvärnsrobotsystem utvecklat för Sovjetunionens flotta. Systemet är unikt såtillvida att det är den enda sovjetiska luftvärnsrobot som enbart finns i en marin version.

## Utveckling
25 juli 1959 beslutade Sovjetunionens ministerråd att ett nytt luftvärnsrobotsystem skulle utvecklas för de nya kryssarna i klassen Projekt 1126. Men 21 juni 1961 lades Projekt 1126 ner och robotprojektet lades på is bara för att fem veckor senare tas upp igen, den här gången som beväpning på helikopterkryssarna i klassen Projekt 1123 Kondor. En preliminär design började testas 1962, men lavetten ZIF-101 som användes av det äldre systemet M-1 Volna höll inte för dessa betydligt tyngre robotar, dessutom behöves en kraftigare eldledningsradar för att kunna leda robotarna ut till deras maximala räckvidd.
1964 började systemet sjötestas ombord på kryssaren Vorosjilov (Projekt 26) och 1966 installerades systemet på Moskva, den första helikopterkryssaren i Projekt 1123, och togs officiellt i tjänst 1967, följt året efteråt av hennes systerfartyg Leningrad.
Robotsystemet togs senare i tjänst även på hangarfartygen i Projekt 1143 Kretjet samt kryssarna i Projekt 1134A Berkut-A och Projekt 1134B Berkut-B. Robotsystemet är 2011 fortfarande i tjänst på kryssaren Kertj, den sista aktiva kryssaren i klassen Berkut-B.
1972 genomfördes den första moderniseringen av systemet. Den ursprungliga elledningsradarn Grom uppgraderades till Grom-M som var mindre känslig för radarstörning. Snabbare elektronik ökade också träffsannolikheten mot snabba och undanmanövrerande mål. En andra modernisering genomfördes i början av 1980-talet där förmågan att verka mot små mål på låg höjd ökades.

## Varianter

### System
- Sjtorm – Ursprungligt system installerat på Projekt 1123 Kondor.
- Sjtorm-M – Med förbättrade eldledningsradarn Grom-M.
- Sjtorm-N – Med 4K65-robotar och förbättrad förmåga mot små mål på låg höjd.

### Lavetter
- ZIF-101 – Samma lavett som M-1 Volna.
- SM-136 – Den lavett som användes under testerna ombord på Vorosjilov.
- B-189 – Lavett installerad på Projekt 1123. Åtta roterande robotmagasin med sex robotar vardera i två nivåer, totalt 48 robotar.
- B-187 – Lavett installerad på Projekt 1134A. Undre nivån från B-189 togs bort vilket gav ett mer kompakt utförande, men minskade antalet robotar till 24.
- B-187A – Lavett installerad på Projekt 1134B. De roterande cylindermagasinen ersattes med ett ”löpande band” med plats för 40 robotar.

### Robotar
- 4K60 – Ursprunglig robot.
- 4K65 – Känsligare målsökare med förbättrad förmåga mot små mål på låg höjd.